# Tỉnh Bắc, Liban
Bắc (tiếng Ả Rập: الشمال, Aš Šamāl) là tỉnh (muhafazah) của Liban. Tỉnh lỵ là Tripoli, giáp biên giới với các tỉnh Tartus và Homs của Syria. Diện tích của tỉnh là 2.024,8 km².

## Quận
Tỉnh Bắc được phân làm bảy* quận (qadaa):
| STT | Quận             | Quận lỵ         | Số thành phố |
| --- | ---------------- | --------------- | ------------ |
| 1   | Akkar            | Halba           | 100*         |
| 2   | Batroun          | Batroun         | 24           |
| 3   | Bsharri          | Bsharri         | 11           |
| 4   | Koura            | Amioun          | 34           |
| 5   | Miniyeh-Danniyeh | Miniyeh         | 33           |
| 6   | Tripoli          | Tripoli         | 3            |
| 7   | Zgharta          | Zgharta / Ehden | 31           |

Ghi chú:
* Căn cứ đạo luật 522 ngày 16 tháng 7 năm 2003 thì quận Akkar được tách ra lập thành tỉnh mới là tỉnh Akkar. Tỉnh lỵ đóng tại Halba. Diện tích của tỉnh là 776 km².